# Мег Вітмен
Марґарет Кушинґ «Меґ» Вітмен (англ. Margaret Cushing «Meg» Whitman; нар. 4 серпня 1956, Колд-Спрінг-Гарбор, Нью-Йорк) — американська підприємиця і активістка Республіканської партії.
Її фінансовий капітал оцінюється у $ 1,3 млрд (2010), що робить Вітмен найбагатшою жінкою в Каліфорнії. З 1998 по 2008 працювала генеральною директоркою і членкинею ради eBay. З 2011 є генеральною директоркою Hewlett-Packard.
У лютому 2010  Вітмен висунула свою кандидатуру на посаду губернатора Каліфорнії, а у червні 2011 виграла республіканські праймеріз. Програла демократу Джеррі Брауну.